# 張穀年
張穀年（1905年—1987年），初名茀，號懷椿，江蘇武進人，中華民國畫家。

## 生平
張穀年早年於上海賣畫，後投入公職，但仍持續創作，隨政府工作遷移，亦歷覽各地名勝。自幼跟隨舅父海派名家馮超然習畫，又於上海收藏家處臨摹歷代畫蹟，奠定繪畫基礎。1940年代以後畫風漸從摹古轉向寫生，1943年於上海舉辦首次書畫個展。張穀年早期遍臨各家，尤對王翬畫法頗具心得，渡臺後強調寫生，畫題以表現臺灣風貌為主。1955年，與馬壽華、陳方、陶芸樓、鄭曼青、劉延濤、高逸鴻等人組成「七友畫會」。1987年3月辭世，享壽82歲。
除了繪畫創作，張穀年也留有論畫文字。張穀年提出透視視點的運用，說明水墨畫與西畫寫生方法的不同；「國畫則採用俛視與散點透視，使畫面內容充實。」同是七友畫會的摯友劉延濤在《中國山水畫法圖解》序言稱張穀年：「其忠於藝術之『固執』若此，而其忠於藝術之『日新』努力，亦不時可於其作品中見之。」作於1968年的《清水斷崖》即是「日新」的力作。對於「寫生」的見解與詮釋各異，而呈現不同的繪畫，創造以自然實景為主的藝術風貌。

## 主要作品
- 《橫貫公路》，1960年，國立歷史博物館典藏。
- 《烏來觀瀑》，1961年。[7]
- 《清水斷崖》，1968年。